# 1912年のメジャーリーグベースボール
以下は、メジャーリーグベースボール（MLB）における1912年のできごとを記す。
1912年4月11日に開幕し10月16日に全日程を終え、ナショナルリーグはニューヨーク・ジャイアンツが2年連続6度目のリーグ優勝で、アメリカンリーグはボストン・レッドソックスが8年ぶり3度目のリーグ優勝であった。
ワールドシリーズはボストン・レッドソックスがニューヨーク・ジャイアンツを4勝3敗1分けでシリーズを初制覇した。
1911年のメジャーリーグベースボール - 1912年のメジャーリーグベースボール - 1913年のメジャーリーグベースボール

## できごと
アメリカン・リーグは、レッドソックスが22歳のスモーキー・ジョー・ウッドが剛速球で34勝をあげ、強打者で守備の天才と言われたトリス・スピーカーの活躍で2度目のリーグ優勝を果たした。この頃のレッドソックスでは、スライディングキャッチを得意としたハリー・フーパー、極端な前進守備からいくつもの「センターゴロ」を捌いたトリス・スピーカー、当時レフト後方にあった約3メートル(10フィート）の高さの土手を自由に上り下りしたというダフィー・ルイスの3人からなる『100万ドルの外野陣』が知られていた。
一方ナショナル・リーグでは、ニューヨーク・ジャイアンツが終盤戦にダッシュして優勝し、この年のシーズン最初からルーブ・マーカード 投手が開幕19連勝するメジャーリーグタイ記録を達成し通算26勝を上げて、クリスティ・マシューソンも23勝を上げて依然ジャイアンツの投打の中心であった。
ワールドシリーズは、8年前にジャイアンツがレッドソックスとの対戦を拒否した因縁の組み合わせであり、もつれて3勝3敗1分けから決着は第8戦に持ち込まれて、ジャイアンツが延長10回表にフレッド・マークル(1908年のボーンヘッドで有名)の適時打で1点を取り、逃げ込みを図るが10回裏に2点を失い、逆転サヨナラ負けでレッドソックスが優勝した。
- フレッド・スノッドグラスの落球 
  - この年のシリーズ第8戦は延長10回裏に先頭打者エンゲル(代打)の平凡なセンターフライをジャイアンツのスノッドグラス中堅手がポロリと落とし、その後に走者は1死後に3塁に進み、次打者が四球で出て1死1・3塁となり、次打者トリス・スピーカーが一塁線にファウルフライを打ち上げて、これを一塁手マークル、投手マシューソン、捕手マイヤーズが追ったがその間にポトンと落ち、その直後にスピーカーがライト前ヒットを打ち同点となり、次の打者ガードナーの犠牲フライで3塁から生還しての逆転サヨナラ勝ちであった。この1912年のワールドシリーズ第8戦の逆転劇のプロローグとなった中堅手の落球は「フレッド・マークルのボーンヘッド」とともに野球史に残ったが、ジャイアンツのジョン・マグロー監督は翌年にスノッドグラスの年俸を上げて、彼は翌年の優勝に貢献している。
- スモーキー・ジョー・ウッド 
  - ボストン・レッドソックスの優勝に貢献し、シーズン最多勝34勝を挙げたスモーキー・ジョー・ウッドは、1908年にデビューし、レッドソックスで1勝ー11勝ー12勝－23勝と毎年成績が上がり、この年に34勝でシーズン最多勝でもあった。しかしこれがピークでやがて親指のケガから球速を失い、その後は20勝もできず、1917年にクリーブランド・インディアンスに移ったが、マウンドに立たず外野手に転向して、最後の1919年には打率.297・打点92・安打150本の成績を残して引退した。引退後1926年に突然降ってわいたような八百長疑惑事件に巻き込まれて、トリス・スピーカーの2人とタイ・カッブとの間でわざと試合を負けさせたとの告発を受けたが、コミッショナーのランディス判事はスピーカーとカッブを無罪とし、スモーキー・ジョー・ウッドについては引退後であったので部外者として言及しなかった。この時の告発者はボストン・レッドソックス時代の同僚ダッチ・レナードであった。
- ルーブ・マーカード 
  - ニューヨーク・ジャイアンツのルーブ・マーカード は開幕から負け知らずで、開幕戦の4月11日から7月3日にかけて、19世紀のティム・キーフの記録に並ぶシーズン19連勝を含む26勝を挙げて最多勝利投手となった。翌1913年も23勝10敗とし3年続けて20勝以上を上げ、ジャイアンツのリーグ3連覇に貢献した。この頃マーカードが投げていた変化球は、現在でいうスプリットフィンガード・ファストボール（速いフォークボール）の原型ではないか、という一部野球史家の指摘がある。1925年のボストン・ブレーブスを最後に引退した。通算201勝。（1971年に殿堂入り）

### ウォルター・ジョンソン
1910年に最多奪三振313を記録したウォルター・ジョンソンは2年後のこの年に再び最多奪三振303を記録し最優秀防御率1.39でもあった。最多勝は惜しくも33勝でスモーキー・ジョー・ウッドに1勝届かなかった。しかしこの年から8年連続最多奪三振のタイトルを取り、その速球に磨きがかかってきた。タイ・カッブが「見えない球を打てる訳がない」と言わしめて、その目にも止まらぬ快速球を表現して「ビッグ・トレイン(人間機関車)」の称号が与えられた。

### ジマーマンの打点
シカゴ・カブスのヘイニー・ジマーマン は、この年に打率.372・本塁打14本で首位打者と最多本塁打を記録した。この当時打点王は無かったが最多打点はピッツバーグ・パイレーツのホーナス・ワグナー の102となっている。1920年に打点王が設けられてその時に1907年まで遡って各年の最多打点は発表されたが、その際の1912年はホーナス・ワグナーの102でジマーマンが99であった。しかし2013年に『1931年当時の打点記録ルールに基づいて計算した場合、ジマーマンの打点は104となり、リーグ最多となる』という見解が出された。この年ジマーマンは最高打率と最多本塁打とを記録しており、打点がリーグトップであればこの年の三冠王となるが公式の記録はホーナス・ワグナー の102のままである。
ジマーマンは後に1916年のシーズン途中でカブスからジャイアンツに移籍し、この年のシーズン打点83はリーグ最多打点であった。ジャイアンツには1919年まで在籍したが、チームメイトに八百長を持ち掛けたことが発覚し追放処分となった。

### タイガース選手のストライキ
5月15日、試合中にタイ・カッブが観客の余りにひどい野次にたまりかねて、スタンドに上がって野次った観客を殴打する事件が起こった。ジョンソン会長はカッブを無期限出場停止処分を下したが、これに他のタイガースの選手が怒ってストライキを決行し、今度は球団が大学の選手や草野球選手を急遽集めて急造のチームを作って公式戦に出場させたが、23対2で大敗した。その後、同僚の職場復帰、カッブの26日からの再出場で、この事件は収まった。

### フェンウェイ・パーク
今も現存するボストン・レッドソックスの本拠地フェンウェイ・パークがこの年に開場し、最初の公式戦はこの年4月20日にボストン・レッドソックス対ニューヨーク・ハイランダースの試合が行われ、観衆2万7000人が集まって、延長戦となりレッドソックスが勝った。オープン当時は、後に有名になった名物フェンスのグリーンモンスターは無かった。これより24年後の1936年に設けられ、1947年に緑色に塗られるようになった

### 記録
- 6月28日、クリスティ・マシューソンが史上8人目となる300勝を達成した。

### 規則の改訂
- 投手の自責点の記録がとられるようになった。当初は安打、犠牲バント、四死球、暴投、ボークによる失点がその対象となった。

## 最終成績

### レギュラーシーズン
| 順 | チーム                           | 勝利 | 敗戦 | 勝率 | G差  |
| -- | -------------------------------- | ---- | ---- | ---- | ---- |
| 1  | ボストン・レッドソックス         | 105  | 47   | .691 | --   |
| 2  | ワシントン・セネタース           | 91   | 61   | .599 | 14.0 |
| 3  | フィラデルフィア・アスレチックス | 90   | 62   | .592 | 15.0 |
| 4  | シカゴ・ホワイトソックス         | 78   | 76   | .506 | 28.0 |
| 5  | クリーブランド・ナップス         | 75   | 78   | .490 | 30.5 |
| 6  | デトロイト・タイガース           | 69   | 84   | .451 | 36.5 |
| 7  | セントルイス・ブラウンズ         | 53   | 101  | .344 | 53.0 |
| 8  | ニューヨーク・ハイランダース     | 50   | 102  | .329 | 55.0 |

| 順 | チーム                           | 勝利 | 敗戦 | 勝率 | G差  |
| -- | -------------------------------- | ---- | ---- | ---- | ---- |
| 1  | ニューヨーク・ジャイアンツ       | 103  | 48   | .682 | --   |
| 2  | ピッツバーグ・パイレーツ         | 93   | 58   | .616 | 10.0 |
| 3  | シカゴ・カブス                   | 91   | 59   | .607 | 11.5 |
| 4  | シンシナティ・レッズ             | 75   | 78   | .490 | 29.0 |
| 5  | フィラデルフィア・フィリーズ     | 73   | 79   | .480 | 30.5 |
| 6  | セントルイス・カージナルス       | 63   | 90   | .412 | 41.0 |
| 7  | ブルックリン・トロリードジャース | 58   | 95   | .379 | 46.0 |
| 8  | ボストン・ブレーブス             | 52   | 101  | .340 | 52.0 |

### ワールドシリーズ
- ジャイアンツ 3 - 1 - 4 レッドソックス

| 10/ 8 – | レッドソックス | 4  | - | 3 |  | ジャイアンツ   |
| 10/ 9 – | ジャイアンツ   | 6  | - | 6 |  | レッドソックス |
| 10/10 – | ジャイアンツ   | 2  | - | 1 |  | レッドソックス |
| 10/11 – | レッドソックス | 3  | - | 1 |  | ジャイアンツ   |
| 10/12 – | ジャイアンツ   | 1  | - | 2 |  | レッドソックス |
| 10/14 – | レッドソックス | 2  | - | 5 |  | ジャイアンツ   |
| 10/15 – | ジャイアンツ   | 11 | - | 4 |  | レッドソックス |
| 10/16 – | ジャイアンツ   | 2  | - | 3 |  | レッドソックス |

## 個人タイトル

### アメリカンリーグ
| 項目   | 選手                     | 記録 |
| ------ | ------------------------ | ---- |
| 打率   | タイ・カッブ (DET)       | .409 |
| 本塁打 | フランク・ベイカー (PHA) | 10   |
| 本塁打 | トリス・スピーカー (BOS) | 10   |
| 打点   | フランク・ベイカー (PHA) | 130  |
| 得点   | エディ・コリンズ (PHA)   | 137  |
| 安打   | タイ・カッブ (DET)       | 226  |
| 安打   | ジョー・ジャクソン (CLE) | 226  |
| 盗塁   | クライド・ミラン (WS1)   | 88   |

| 項目   | 選手                         | 記録 |
| ------ | ---------------------------- | ---- |
| 勝利   | ジョー・ウッド (BOS)         | 34   |
| 敗戦   | ラス・フォード (NYY)         | 21   |
| 防御率 | ウォルター・ジョンソン (WS1) | 1.39 |
| 奪三振 | ウォルター・ジョンソン (WS1) | 303  |
| 投球回 | エド・ウォルシュ (CWS)       | 393  |
| セーブ | エド・ウォルシュ (CWS)       | 10   |

### ナショナルリーグ
| 項目   | 選手                       | 記録 |
| ------ | -------------------------- | ---- |
| 打率   | ヘイニー・ジマーマン (CHC) | .372 |
| 本塁打 | ヘイニー・ジマーマン (CHC) | 14   |
| 打点   | ホーナス・ワグナー (PIT)   | 102  |
| 得点   | ボブ・ベッシャー (CIN)     | 120  |
| 安打   | ヘイニー・ジマーマン (CHC) | 207  |
| 盗塁   | ボブ・ベッシャー (CIN)     | 67   |

| 項目   | 選手                         | 記録 |
| ------ | ---------------------------- | ---- |
| 勝利   | ラリー・チェニー (CHC)       | 26   |
| 勝利   | ルーブ・マーカード (NYG)     | 26   |
| 敗戦   | レフティ・タイラー (BSN)     | 22   |
| 防御率 | ジェフ・ステロウ (NYG)       | 1.96 |
| 奪三振 | ピート・アレクサンダー (PHI) | 195  |
| 投球回 | ピート・アレクサンダー (PHI) | 310⅓ |
| セーブ | スリム・サリー (STL)         | 6    |

## 表彰
チャルマーズ賞 (MVP)
- ナショナルリーグ ： ラリー・ドイル (NYG)
- アメリカンリーグ ： トリス・スピーカー (BOS)